# Ada d'Olanda (badessa)
Ada d'Olanda (1208 – Rijnsburg, 15 giugno 1258) è stata una badessa tedesca dell'abbazia di Rijnsburg dal 1239.

## Biografia
Ada era l'ultima figlio di Guglielmo I, Otto era il secondo figlio di ì e della sua prima moglie Adelaide di Gheldira. Fu 
Appare per la prima volta in documenti scritti nel 1233 e nel 1239 passa dall'essere una suora all'essere la badessa dell'abbazia di Rijnsburg.
L'abbazia era stata donata dalla sua famiglia, le fu permesso di essere chiamata la Signora di Rijnsburg. I problemi sorsero nel 1244 quando suo fratello, il vescovo Ottone III d'Olanda, chiese che lei declinasse le decisioni importanti a lui e ad altri sacerdoti e monarchi. 
Ada , allora ha fatto appello al papa Innocenzo IV, che si è pronunciato a suo favore. Ne confermò l'autonomia e concesse all'abbazia anche il diritto di ricevere donazioni dai novizi entrati nell'abbazia.
L'autorità di Ada fu ulteriormente minata quando la cugina vendette l'abbazia e Ada fu costretta a riacquistarla con denaro proprio. 
La badessa morì nell'abbazia di Rijnsburg il 15 giugno 1258.

## Ascendenza
|                       |                      |                        | Genitori                         |  |  | Nonni |  |  | Bisnonni              |  |  | Trisnonni            |  |
|                       |                      |                        |                                  |  |  |       |  |  | Teodorico VI d'Olanda |  |  | Fiorenzo II d'Olanda |  |
|                       |                      |                        |                                  |  |  |       |  |  | Teodorico VI d'Olanda |  |  | Fiorenzo II d'Olanda |  |
|                       |                      | Gertrude di Lorena     |                                  |  |  |       |  |  | Teodorico VI d'Olanda |  |  |                      |  |
| Fiorenzo III d'Olanda |                      |                        |                                  |  |  |       |  |  | Teodorico VI d'Olanda |  |  |                      |  |
|                       |                      | Sofia di Rheineck      | Ottone I di Salm                 |  |  |       |  |  |                       |  |  |                      |  |
|                       |                      | Sofia di Rheineck      | Ottone I di Salm                 |  |  |       |  |  |                       |  |  |                      |  |
|                       |                      | Sofia di Rheineck      | Gertrude di Northeim             |  |  |       |  |  |                       |  |  |                      |  |
| Guglielmo II d'Olanda |                      | Sofia di Rheineck      |                                  |  |  |       |  |  |                       |  |  |                      |  |
|                       |                      | Enrico di Scozia       | Davide I di Scozia               |  |  |       |  |  |                       |  |  |                      |  |
|                       |                      | Enrico di Scozia       | Davide I di Scozia               |  |  |       |  |  |                       |  |  |                      |  |
|                       |                      | Enrico di Scozia       | Maud di Northumbria              |  |  |       |  |  |                       |  |  |                      |  |
| Ada di Scozia         |                      | Enrico di Scozia       |                                  |  |  |       |  |  |                       |  |  |                      |  |
|                       |                      | Ada de Warenne         | Guglielmo di Warenne             |  |  |       |  |  |                       |  |  |                      |  |
|                       |                      | Ada de Warenne         | Guglielmo di Warenne             |  |  |       |  |  |                       |  |  |                      |  |
|                       |                      | Ada de Warenne         | Elisabetta di Vermandois         |  |  |       |  |  |                       |  |  |                      |  |
| Ada d'Olanda          |                      | Ada de Warenne         |                                  |  |  |       |  |  |                       |  |  |                      |  |
|                       | Enrico I di Gheldria | Gerardo II di Gheldria |                                  |  |  |       |  |  |                       |  |  |                      |  |
|                       | Enrico I di Gheldria | Gerardo II di Gheldria |                                  |  |  |       |  |  |                       |  |  |                      |  |
|                       | Enrico I di Gheldria | Ermengarda di Zutphen  |                                  |  |  |       |  |  |                       |  |  |                      |  |
| Ottone I di Gheldria  | Enrico I di Gheldria |                        |                                  |  |  |       |  |  |                       |  |  |                      |  |
|                       |                      | Agnese d'Arnstein      | Luigi I d'Arnstein               |  |  |       |  |  |                       |  |  |                      |  |
|                       |                      | Agnese d'Arnstein      | Luigi I d'Arnstein               |  |  |       |  |  |                       |  |  |                      |  |
|                       |                      | Agnese d'Arnstein      | -                                |  |  |       |  |  |                       |  |  |                      |  |
| Adelaide di Gheldria  |                      | Agnese d'Arnstein      |                                  |  |  |       |  |  |                       |  |  |                      |  |
|                       |                      | Ottone I di Baviera    | Ottone IV di Wittelsbach         |  |  |       |  |  |                       |  |  |                      |  |
|                       |                      | Ottone I di Baviera    | Ottone IV di Wittelsbach         |  |  |       |  |  |                       |  |  |                      |  |
|                       |                      | Ottone I di Baviera    | Heilika di Pettendorf-Lengenfeld |  |  |       |  |  |                       |  |  |                      |  |
| Riccarda di Baviera   |                      | Ottone I di Baviera    |                                  |  |  |       |  |  |                       |  |  |                      |  |
|                       |                      | Agnese di Loon         | Luigi I di Loon                  |  |  |       |  |  |                       |  |  |                      |  |
|                       |                      | Agnese di Loon         | Luigi I di Loon                  |  |  |       |  |  |                       |  |  |                      |  |
|                       |                      | Agnese di Loon         | Agnese di Metz                   |  |  |       |  |  |                       |  |  |                      |  |
|                       |                      | Agnese di Loon         |                                  |  |  |       |  |  |                       |  |  |                      |  |